# Nightmist
Nightmist is een gratis te spelen hybride tekst / grafische Multi-User Dungeon) voor het Windowsplatform.  
De game werd in 2000 uitgebracht door Jonathan Leighton-Hoggett en Simon Crowder, in het spel bekend als respectievelijk "JLH" en "Pandilex". Vanwege zijn combinatie van tekst- en grafische elementen, maakt Nightmist gebruik van een eigen aangepaste clientverbinding met een server, en niet van een generic client of van Telnet.  Hoewel Nightmist strikt genomen een role-playing game is, ligt de focus toch in de eerste plaats op "levelen" (het doorlopen van steeds hogere niveaus in het spel), 'trading' (handel drijven) en 'combat' (vechten).